# ASV液晶
ASV液晶（英語：Advanced Super View），是夏普公司在CPA产品的一个技术，该液晶屏常应用在夏普手机和其他品牌照相机中。

## 技术特点
新一代ASV液晶屏在原面板的基础上进行了改进，采用了以下新技术：
- 低反射涂层技术：液晶产品在出厂检测时，可以在在全黑模式下测试对比度，并因此测出最佳数值。但在实际使用时，由于存在光线反射，其对比度又会下降。夏普公司为了解决这个问题，研发出了低反射涂层，可以在有光线反射的情况下，使屏幕保持黑色纯度，达到提升总体对比度的作用。目前该技术在ASV面板上应用，在正常室内光线下其对比度可以达到650：1[2]。
- 四波长背光技术：在确保面板的制作质量基础上，通过改善背光源来提升整体亮度和色度。夏普研发出的四波长背光技术，即在红、绿、蓝三种波长的基础上再加上“深红”，从而形成具有四波长的高亮度频谱，使影像色彩更加鲜明生动[3]。
- Quick Shoot-快速射击液晶驱动技术，又称插黑技术，一段时间内通过插入黑色画面从而去除液晶的拖影问题[4]。